# Покровська церква (Велика Димерка)
Покровська церква  — церква Православної церкви України.

## Історія
Збудована у 1888 році на місці попереднього храму 1782-1785 років. Проте це була не перша димерська церква. За історичними свідченнями, тут був храм, який стояв ще до 1564 року, і у якому велися книги до 1784 року. Одним з перших видань, що подає відомості про місцевий храм, є «Историко-статистическое описание Черниговской губернии» архієпископа Філарета (Гумілевського). У п'ятому томі цієї праці, виданому в 1874 році, очільник Чернігівської єпархії зазначав, що церква у Димерці діяла ще до 1564 року, а більш ранніх даних не збереглося. Зазначимо пише, по архієпископ Філарет у своїх дослідженнях використовував архівні джерела, більшість яких до нашого часу не збереглася. Відомо, що будівництво нинішньої церкви у Великій Димерці завершено в 1782 році, а освячено храм у 1785 році благочинним Семеном Русановичем у присутності кількох священників. На початку XX ст. у храмі було проведено ремонт.
У 1999 році було розпочато роботи по благоустрою прицерковної території, а в 2000 р. внутрішні ремонтні та реставраційні роботи в храмі, які закінчились у 2007 році. За цей час було збудовано нову цегляну огорожу, перковний двір викладено тротуарною плиткою: збудовано альтанку для проведення водосвятних молебнів; розбито клумби; прицерковний будинок, де розміщувалося приміщення для проведення таїнства хрещення, було повністю перебудовано й відремонтовано і він зараз має сучасний та стильний ангид як нік і всередині. Також було оновлено покриття даху та куполів церквам і виконано великий обсяг внутрішніх ремонтних та реставраційних робіт по відновленню напівзруйнованих від часу цінних настінних розписів, візерунків та ікон, декоративних елементи іконостасу тощо. У 2023 р. церква перешла до складу Переяславсько-Вишневської єпархії разом з парафією великомучениці Параскеви села Богданівка.

## Настоятелі
- Кирило Острицький (1731-1764)
- Петро Рашкевич (1766-1785)
- Стефан Капнецький (1766-1771, другий священник)
- Андрій Зеленський (1780-1785, другий священник)
- Сергій Гаврушкевич (1861-1876)
- Лавр Грабовський (1889-12.1893)
- Михаило Случевський (01.1894-1903)
- вакантно (з 05.12.1911)
- Василь Кащенко (?-1981)
- Ноздреватих Сергій Іванович (1982-2001)
- Левчук Ігор Володимирович (1999-2023)
- Василій Чічак (з 2023)[4]